# Southern States Woman Suffrage Conference

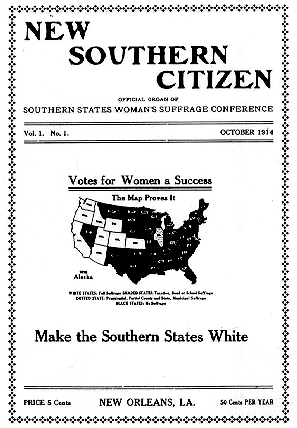
A copy of the New Southern Citizen, the monthly publication of the Southern States Woman Suffrage Association

Southern States Woman Suffrage Conference (SSWSC), även kallad Southern States Woman Suffrage Association, var en organisation för kvinnors rösträtt och rättigheter i delstaten i USA. Den upphörde med sin verksamhet 1917 (formelt upplöst 1920). 
Föreningen förespråkade rösträtt för vita kvinnor i Sydstaterna. Den ville införa rösträtten på delstatsnivå snarare än nationellt. Anledningen var en rädsla att en nationell reform skulle störa Jim Crow-systemet i Sydstaterna. SSWSC var initialt en del av National American Woman Suffrage Association, men lämnade denna 1906. 